# Samuel Tilden

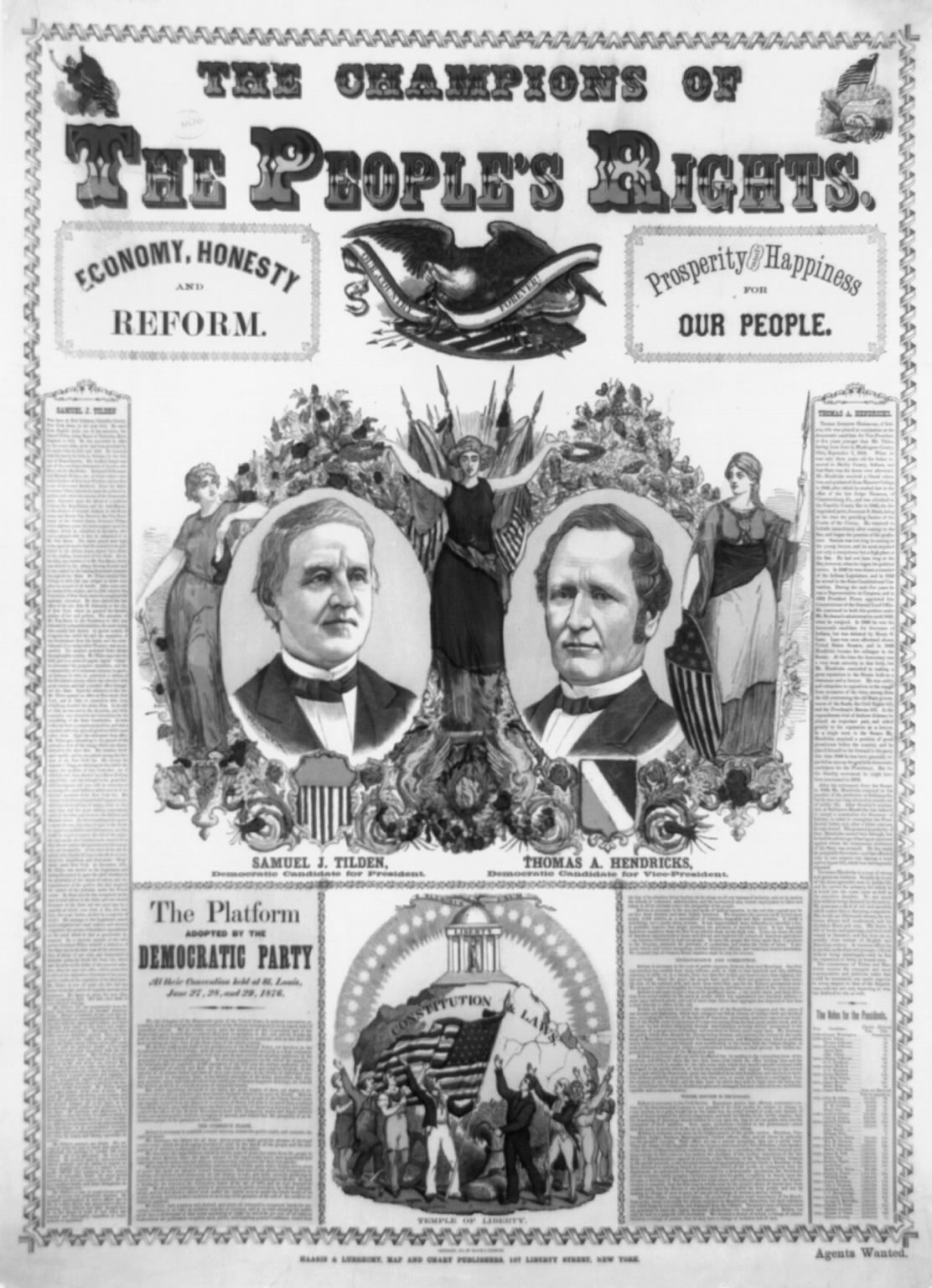
Campagneposter van Tilden (links) met zijn running mate Thomas Hendricks

Samuel Jones Tilden (New Lebanon (New York), 9 februari 1814 - Yonkers, 4 augustus 1886) was een Amerikaans advocaat en politicus. Tilden, de Democratische kandidaat, bevocht zonder succes de controversiële presidentsverkiezingen van 1876 die door Rutherford B. Hayes werden gewonnen.
Samuel Tilden groeide op in de staat New York en behaalde een graad in de rechten aan de New York University School of Law. Als advocaat behartigde hij vaak de belangen van spoorwegmaatschappijen. Na de Amerikaanse Burgeroorlog begon hij zijn politieke carrière in New York waar hij faam verwierf in zijn strijd tegen de machtige baas van de Democratische Partij in de stad, Boss Tweed alsmede de welig tierende corruptie in de stedelijke politiek. Tussen 1874 en 1876 diende hij als gouverneur van de staat New York alwaar hij zijn strijd tegen corruptie voortzette.

## Verkiezingscontroverse
Voor de presidentsverkiezingen van 1876 werd Tilden genomineerd als de kandidaat voor de Democraten. Hij nam het op tegen de Republikein Rutherford B. Hayes. Hoewel Tilden meer stemmen had vergaard dan Hayes was de uitslag in het kiescollege verre van zeker. Florida, South Carolina en Louisiana zonden alle twee sets van uitslagen in, een gecertificeerd door de in Republikeinse handen zijnde staatsoverheden en een andere door Democraten. In Oregon ten slotte werd één kiesman betwist. Een politieke en constitutionele crisis volgde en uiteindelijk werd door het Congres een commissie in het leven geroepen om de zaak te beslechten. De commissie bestond uit 7 Democraten en 7 Republikeinen alsmede een onpartijdig geachte rechter van het Hooggerechtshof.
Uiteindelijk werden alle betwiste stemmen aan Hayes toegekend die daardoor in het kiescollege met 185-184 het presidentschap veroverde. Hoewel er lange tijd geweld had gedreigd over de betwiste verkiezingsuitslag en president Grant zelfs de hulp van het leger had ingeroepen om de rust in Washington te waarborgen was het Tilden zelf die de Democraten aanspoorde om vreedzaam de uitslag te accepteren. Hierop nam Tilden afscheid van de politiek en trok hij zich terug in Yonkers (New York) waar hij in 1886 kwam te overlijden.
Tilden liet ongeveer de helft van zijn vermogen na om in New York een openbare bibliotheek te stichten. De New York Public Library, een van wiens gebouwen nu Tildens naam draagt, was hiervan mede het resultaat.